# Tournoi des Six Nations des moins de 20 ans 2014
Navigation
Tournoi des moins de 20 ans 2013 Tournoi des moins de 20 ans 2015
Le Tournoi des Six Nations des moins de 20 ans  2014 est une compétition annuelle de rugby à XV disputée par six équipes européennes : Angleterre, pays de Galles, Irlande, France, Écosse et Italie.
Le tournoi se déroule du 31 janvier au 14 mars 2014 les mêmes semaines que pour le Tournoi disputé par leurs aînés et selon un calendrier de cinq journées pendant lesquelles chaque participant affronte toutes les autres. Les trois équipes qui ont l'avantage de jouer un match de plus à domicile sont la France, le Pays de Galles et l'Irlande.

## Classement
| Rang | Nation             | J | V | N | D | Pm  | Pe  | Diff | Pts |
| ---- | ------------------ | - | - | - | - | --- | --- | ---- | --- |
| 1    | France -20         | 5 | 5 | 0 | 0 | 112 | 51  | +61  | 10  |
| 2    | Angleterre -20 (T) | 5 | 4 | 0 | 1 | 215 | 57  | +158 | 8   |
| 3    | Pays de Galles -20 | 5 | 3 | 0 | 2 | 102 | 107 | -5   | 6   |
| 4    | Irlande -20        | 5 | 2 | 0 | 3 | 74  | 79  | -5   | 4   |
| 5    | Italie -20         | 5 | 1 | 0 | 4 | 46  | 143 | -97  | 2   |
| 6    | Écosse -20         | 5 | 0 | 0 | 5 | 63  | 175 | -112 | 0   |

|  | Vainqueur du tournoi (no 1). |
|  | T : tenant du titre.         |

Attribution des points : Deux points sont attribués pour une victoire, un point pour un match nul, aucun point en cas de défaite.
Règles de classement : 1. points marqués ; 2. différence de points de matchs ; 3. nombre d'essais marqués ; 4. titre partagé.

## Calendriers des matchs
Les heures sont données dans les fuseaux utilisés par les pays participants : WET (UTC) dans les îles Britanniques et CET (UTC+1) en France et en Italie.
Première journée
| Le 31 janvier à 19 h 05 | Dubarry Park, Athlone          | Irlande -20        | 34 – 7  | Écosse -20     |
| Le 31 janvier à 19 h 10 | Eirias Stadium, Colwyn Bay     | Pays de Galles -20 | 26 – 9  | Italie -20     |
| Le 31 janvier à 20 h 55 | Stade Léo Lagrange, Draguignan | France -20         | 21 – 15 | Angleterre -20 |

Deuxième journée
| Le 7 février à 19 h 30 | Netherdale, Galashiels | Écosse -20  | 15 - 48 | Angleterre -20     |
| Le 7 février à 19 h 35 | Dubarry Park, Athlone  | Irlande -20 | 0 - 16  | Pays de Galles -20 |
| Le 8 février à 20 h 55 | Stade Armandie, Agen   | France -20  | 34 - 0  | Italie -20         |

Troisième journée
| Le 21 février à 19 h 00 | Stadio Omero Tognon, Fontanafredda | Italie -20         | 32 - 13 | Écosse -20  |
| Le 22 février à 18 h 05 | Eirias Stadium, Colwyn Bay         | Pays de Galles -20 | 10 - 16 | France -20  |
| Le 22 février à 18 h 15 | Franklin's Gardens, Northampton    | Angleterre -20     | 33 - 9  | Irlande -20 |

Quatrième journée
| Le 7 mars à 19 h 05 | Dubarry Park, Athlone    | Irlande -20    | 18 - 0  | Italie -20         |
| Le 7 mars à 19 h 30 | Netherdale, Galashiels   | Écosse -20     | 13 - 18 | France -20         |
| Le 7 mars à 19 h 45 | Kingston Park, Newcastle | Angleterre -20 | 67 - 7  | Pays de Galles -20 |

Cinquième journée
| Le 14 mars à 19 h 00 | Peroni Stadium, Calvisano    | Italie -20         | 5 - 52  | Angleterre -20 |
| Le 14 mars à 19 h 00 | Eirias Stadium, Colwyn Bay   | Pays de Galles -20 | 43 - 15 | Écosse -20     |
| Le 14 mars à 20 h 55 | Stade Maurice-Trélut, Tarbes | France -20         | 23 - 13 | Irlande -20    |

## Composition des équipes
L'équipe de France, qui réalise le Grand Chelem, est entraînée par Fabien Pelous. Elle est composée de :
- Oleg Ischenko (Montpellier HRC)
- Romain Ruffenach (Biarritz olympique)
- Tommy Raynaud (RC Narbonne)
- Arthur Iturria (ASM Clermont Auvergne)
- Jean-Baptiste Singer (ASM Clermont Auvergne)
- Jean Thomas (US Colomiers)
- Yacouba Camara (Stade toulousain)
- François Cros  (Stade toulousain)
- Baptiste Serin (Union Bordeaux Bègles)
- Brandon Fajardo (FC Auch)
- Lucas Blanc (Union Bordeaux Bègles)
- François Bouvier (Stade toulousain)
- Xavier Mignot (CS Bourgoin-Jallieu)
- Kylan Hamdaoui (ASM Clermont)
- Pierre Justes (US Dax)
- Jean-Blaise Lespinasse (Union Bordeaux Bègles)
- Florian Ardiaca (AS Béziers)
- Félix Lambey (Lyon olympique universitaire)
- Youssef Amrouni (ASM Clermont)
- Simon Courcoul (ASM Clermont)
- Ivan Roux (RC Toulon)
- Stephen Parez (Racing Métro 92)
- Lucas Bachelier (USA Perpignan)
- Robinson Caire (FC Grenoble)
- Anthony Rochet  (Lyon olympique universitaire)
- Paulin Riva (FC Auch)
- François Fontaine (ASM Clermont)
- Anthony Meric (Stade toulousain)
- Hadrian Vaslin (Atlantique stade rochelais)
- Lucas Meret (Union Bordeaux Bègles)
- Thibault Daubagna (Section paloise)